# Notre vie dans les forêts
Notre vie dans les forêts est un roman de Marie Darrieussecq, publié le 30 juin 2017 aux éditions P.O.L, d'anticipation dystopique, d'anticipation sociale.

## Résumé
Le texte s’apparente à un témoignage d'outre-tombe, un journal testamentaire, ce qui reste de l'existence d'une femme vivant dans une ville du futur, puis dans des forêts, une sorte de testament, non destiné à être lu de son vivant.

## Cadre spatial et temporel
L'action se situe dans un futur pas si lointain, avec implants variés, robots perfectionnés (robots-médecins, robots-infirmiers), drones (livraison, surveillance), et clones animaux et humains.
La civilisation y est technologique et urbaine, loin des forêts, où survivent des reliquats, au mieux dans des tipis ou des galeries souterraines.

## Autres personnages
- Roméro, pentathlonien, "entier sauf les dents",
- Le cliqueur (fournisseur de liens ou hyperliens sémantiques pour la programmation des robots), le patient zéro,
- La mère, souvent en forme ou en position de tortue, vite morte,
- Le chien, Docile, renommé Loup, « ma relation soutenante » (p. 110), avec "permis-chien" (p. 69),
- Le pigeon, messager,
- quelques patients, quelques collègues, quelques voisins, le contrôleur...
- et surtout, Marie (p. 13), Miss Chochotte, « immature », « douze ans d'âge mental » (p. 104)...

## Thème principal
Le personnage central est Viviane, une psychologue de 40 ans, en « fin de vie » (p. 171) : « Je faisais partie de ces pôles de psychologues d'urgence qu'on a mis en place sur les gros coups du début du millénaire » (p. 28). « J'étais une bonne psychologue, performante » (p. 43), accessoirement « sexologue » (p. 114). Un de ses patients se contente de venir « passer la demi-heure octroyée par la médecine du travail » (p.21) : « le patient zéro », pour lequel les notions de trouble de stress post-traumatique et d'Eye movement desensitization and reprocessing (EMDR) n’ouvre sur aucun traitement, malgré le diagnostic : « Déprimé tendance suicidaire. Possible burnout » (p.21). « Perturbée par ce patient atactile et aphasique », Viviane se sent contrainte de cesser de jacasser, et à réfléchir sur elle-même.
La mère de Viviane lui a fait découvrir le « zoo des mammouths » (p. 103) avec son lot  d'animaux et végétaux recréés, mais surtout l'existence de Centres de repos, où sont entreposés « les corps de nos moitiés » (p.23), et surtout celui de la moitié de Viviane : Marie, qui lui ressemble énormément, est en fait son double, son clone, avec une fonction de réservoir d'organes. Comme toutes ces moitiés, « puzzles d'organes dissociables en sursis », Marie est un dormeur continuel, au protoxyde d'azote, sauf quand on le réveille.
Comme d'autres, Viviane passe une partie de son temps à tenir compagnie à sa moitié endormie. Elle y croise Roméro, avec lequel elle vit une période importante. La fréquentation du patient atypique (0, puis sa disparition), l'amène à réfléchir sur sa vie, son avenir, ses transformations. Elle souffre d'un rein, d'un poumon, et d'un œil (confusion des visages, ou prosopagnosie). Chaque opération se fait au détriment de sa moitié Marie. L'opération de l'œil est enfin décidée.
Deux animaux lui transmettent successivement des messages anonymes : « Déprogrammez. Ça crève les yeux » (p. 132), puis « Disparaissez maintenant » (p.144). Elle finit par se soumettre aux injonctions : « J'ai disparu en acceptant de tout perdre ». Il lui faut d'abord désenkyster les divers implants (sauf le module de tête...).
Un autre chien (Le Chien), non cloné celui-ci, la mène à un campement en forêt, en pleine pénurie. Elle y retrouve des traces de son ancienne vie, dont surtout le patient zéro. Un des objectifs du groupe est de « libérer les moitiés » (p. 158), pour « la fuite ou le combat ». L'épisode marquant est celui de la draisine au radeau.
Dans une vidéo fournie par « notre réseau de clandestins » (p. 174), elle découvre des vacanciers sur une plage de rêve, un couple, et particulièrement une femme : « Moi quand je n'aurai jamais cet âge », avec les stigmates, présents et à venir... Elle croit comprendre alors que « des lignées de clones » permettent à peine « la paix sociale », et qu'elle-même y participe.
Elle décide de tout reprendre, de livrer son témoignage testamentaire, et d'abord de réapprendre à écrire, à la main, sur du papier, en pleine incertitude : « J'en étais où »... Il resterait à retirer « le module implanté dans ma matière grise » (p. 184), pour définitivement cesser d'être un « robot comme les autres » (p. 185) ? En fuite ? En route pour rejoindre « le cimetière des éléphants » ?

## Réception
La réception critique du roman est favorable ,,,,.

## Éditions
- Éditions P.O.L, 2017,  (ISBN 978-2-8180-4366-0).